# 聞香札
聞香札（もんこうふだ）は、香道において使用する札のこと。

## 概要
香道では香の香りを嗅ぐことを「聞く」、「聞香」と表現する。嗅ぐのとは異なり、心の中でその香りをゆっくり味わうという意味がこめられる。掌の中に抱えた香炉からの香木の香りを楽しむわけであるが、これには香をたいて、種類を当て鑑賞するという遊びがともなうことがあった。
明治期の百科事典である『古事類苑』「遊戯考」に、以下のような記載がある。

## 遺跡からの出土例
広島県の草戸千軒遺跡（福山市）、吉川元春館跡（北広島町）、三重県の赤堀城跡（四日市市）からは聞香札が出土している。赤堀城跡のものは「三」「嶋」と墨書されている。